# Senotainia deserta
Senotainia deserta är en tvåvingeart som beskrevs av Boris Borisovitsch Rohdendorf 1935. Senotainia deserta ingår i släktet Senotainia och familjen köttflugor. Inga underarter finns listade i Catalogue of Life.